# Lepidotrigla umbrosa
Lepidotrigla umbrosa és una espècie de peix pertanyent a la família dels tríglids.

## Hàbitat
És un peix marí, demersal i de clima subtropical (21°S-34°S).

## Distribució geogràfica
Es troba al Pacífic sud-occidental: és un endemisme de l'est d'Austràlia.

## Costums
És bentònic.

## Observacions
És inofensiu per als humans.